# Nuristani

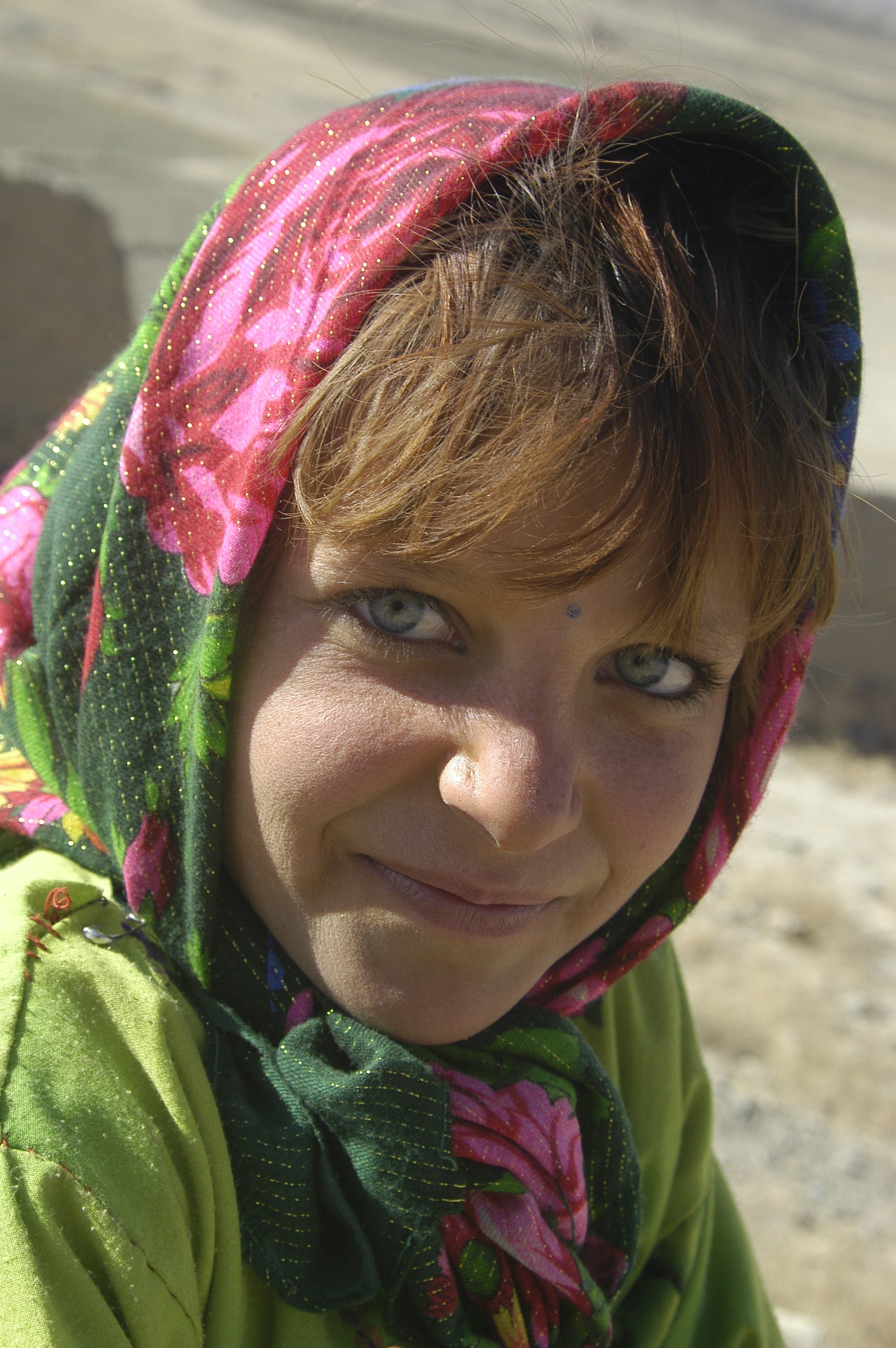
Nuristani in Kabul

Nuristani, veraltet Nuristaner, Kafiren, ist eine Sammelbezeichnung für mehrere kleine Volksgruppen in Bergregionen Afghanistans und Pakistans. Ihre Sprachen bilden neben dem Iranischen und Indoarischen einen separaten Zweig der indoiranischen Sprachen.
Bis zu ihrer Zwangsislamisierung im Jahre 1896 wurden Menschen dieser Volksgruppe von der islamischen Bevölkerung als sauze káfir („grünäugiger Ungläubiger“) beschimpft, da sie eigenen animistischen Glaubensvorstellungen anhingen, teilweise auf altindischen Überlieferungen basierend. Diese glichen denen benachbarter dardischer Völker wie beispielsweise jener der Kalasha in Chitral, Nordwest-Pakistan. Letztere konnten sich teilweise bis heute einer Islamisierung entziehen.
Zur traditionellen Kultur gehört die einzige ausgeprägte Vokalpolyphonie Zentralasiens. Das bekannteste Musikinstrument ist die Bogenharfe waji. Gesänge werden außerdem von der zweisaitigen Fiedel sarindi (einer regionalen Variante der sarangi) sowie von der gestimmten Sanduhrtrommel watc und Händeklatschen begleitet.
Für detailliertere Informationen über die einzelnen nuristanischen Stämme und ihre geographische Verbreitung siehe ebenfalls den Artikel Nuristani-Sprachen.